# Cinéma d'action hongkongais

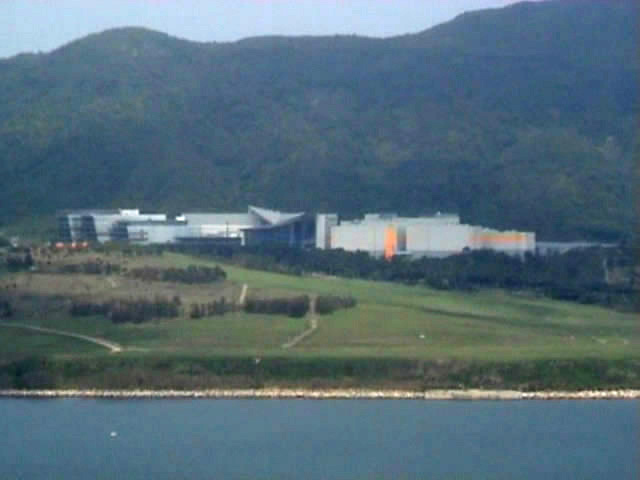
Le lien cinématographique

Le cinéma d'action hongkongais   est la principale source de la renommée mondiale de l'industrie du cinéma hongkongais. Il combine des éléments du film d'action traditionnel, tel qu'il est codifié par Hollywood, avec une esthétique et des histoires d'inspiration chinoises.
Le studio Shaw Brothers est l'un des studios plus réputés dans ce style. Bruce Lee, Jackie Chan et Jet Li sont des acteurs notables de ce genre, tandis que John Woo et Tsui Hark en sont des réalisateurs notables.